# Миль-Иль
Миль-Иль (фр. Rivière des Mille Îles — река тысячи островов) — один из двух (наряду с Прери) крупных рукавов в низовьях реки Оттавы, при слиянии последней с рекой Святого Лаврентия.
Вытекает из озера Дё-Монтань и далее отделяет остров Монреаль от острова Жезю, на котором расположен город Лаваль.
На реке, как и указывает её имя, расположено множество низменных островов и островков, которые являются частью крупного архипелага Ошлага. Открыта и исследована французами в XVI—XVII веках.